# P.M. Dawn
P.M. Dawn (Пи-эм дон) — американская хип-хоп-группа из Нью-Джерси.

## История
Группа была основана в 1988 году в Джерси-Сити, штат Нью-Джерси. Тогда состояла из братьев Принца Би (наст. имя: Аттрелл Кордес) и Диджея Минутмикса (наст. имя: Джарретт Кордес).
Музыкальный сайт AllMusic характеризует их стиль как слияние хип-хопа с плавным соулом в стиле 1970-х годов, результатом которого был инновационный урбан-R&B, в равной мере производный и от поп-музыки, и от ритм-н-блюза. С этой музыкой группа в начале 1990-х годов группа добилась огромного успеха, причём в «Билборде» их песни фигурировали сразу в нескольких жанровых чартах.
Самая известная песня группы — «Set Adrift on Memory Bliss» (1 место в Billboard Hot 100 в 1991 году), в которой был использован семпл из хита в стиле новой волны «True» в исполнении группы Spandau Ballet.
После того, как Аттрелл Кордес перенёс инсульт в 2005 году, а Джарретт Кордес решил покинуть группу, проект возглавил, взяв сценический псевдоним Док Джи (англ. Doc. G) музыкант, известный также как Доктор Гигглс (англ. Dr. Giggles), двоюродный брат Кордесов по отцовской линии Грегори Льюис Карр Второй (англ. Gregory Lewis Carr II).
Аттрелл Кордес, известный как Принц Би, умер от почечной недостаточности, вызванной осложнениями диабета, в Медицинском центре Университета Джерси-Шор в городе Нептьюн штата Нью-Джерси 17 июня 2016 года в возрасте 46 лет. У него остались жена Мэри Сьерра-Кордес и трое детей: Миа, Кристиан и Брэндон
6 апреля 2018 года Док Джи представил музыканта под псевдонимом «Кей-Ар. О.Кей» (англ. K-R.O.K.) в качестве нового участника проекта P.M. Dawn.

## Состав
Оригинальный состав
- Принц Би (англ. Prince Be) (наст. имя: Аттрелл Кордес)
- Диджей Минутмикс (англ. DJ Minutemix) (наст. имя: Джарретт Кордес)

### Текущий состав
- Док Джи (англ. Doc. G)
- Кей Ар О Кей (англ. K-R.O.K.)

## Дискография
- См. статью «P.M. Dawn § Discography» в английском разделе.
- Of the Heart, of the Soul and of the Cross: The Utopian Experience (1991)
- The Bliss Album…? (1993)
- Jesus Wept (1995)
- Dearest Christian, I’m So Very Sorry for Bringing You Here. Love, Dad (1998)
- «Set Adrift on Memory Bliss»
- «Paper Doll (песня P.M. Dawn)»
- «I’d Die Without You»
- «Looking Through Patient Eyes»